# Bork Bang-Kittilsen
Bork Bang-Kittilsen, né le 22 mars 2005 à Larvik en Norvège, est un footballeur norvégien qui évolue au poste d'ailier droit au Mjällby AIF.

## Biographie

### En club
Né à Larvik en Norvège, Bork Bang-Kittilsen est formé par le Sandefjord Fotball, puis par l'Odds BK. Il joue son premier match en professionnel le 3 mai 2023, lors d'une rencontre d'Eliteserien, la première division norvégienne, contre le FK Bodø/Glimt. Il entre en jeu à la place de Ole Erik Midtskogen (en) et son équipe s'incline par deux buts à zéro ce jour-là. 
Il inscrit son premier but en professionnel dès son deuxième match, le 7 mai 2023, lors d'une rencontre de championnat contre le Tromsø IL. Entré en jeu à la place de Mikael Ingebrigtsen (en), il marque le but vainqueur de son équipe quelques minutes plus tard (0-1 score final),.  
Le 21 janvier 2025, Bork Bang-Kittilsen rejoint la Suède afin de s'engager en faveur du Mjällby AIF. Il signe un contrat courant jusqu'en décembre 2028.  

### En sélection
Bork Bang-Kittilsen commence sa carrière internationale avec l'équipe de Norvège des moins de 18 ans, avec laquelle il joue trois matchs en 2023, le premier contre la Suède le 7 septembre 2023 où il entre en jeu (victoire 1-2 des Norvégiens). 
Bang-Kittilsen est retenu dans la liste des joueurs de les moins de 19 ans pour participer au Championnat d'Europe des moins de 19 ans en 2024.